# Jean Echenoz
Jean Echenoz (Orange, 1947. december 26. –) francia prózaíró.
Szociológiát tanult Aix-en-Provence-ban. 1970-től Párizsban él, a Sorbonne-on is tanított.
Első könyvét 1979-ben adta ki Le Méridien de Greenwich (A greenwichi hosszúsági kör) címmel, és 1980-ban Fénéon-díjat kapott érte.
Főleg regényeket ír, ezek bűnügyi vagy kalandregénynek indulnak, hogy aztán posztmodern módra kiforgassa a műfaj hagyományait. Könyvei a Minuit kiadónál jelennek meg.
Filmforgatókönyveknél is közreműködött.

## Művei
- Le Méridien de Greenwich (1979; magyarul: A greenwichi hosszúsági kör, Ferenczy Könyvkiadó, 1996)
- Cherokee (1983; magyarul: Cherokee, ?)
- L'Équipée malaise (1986)
- L'Occupation des sols (1988)
- Lac (1989)
- Nous trois (1992)
- Les Grandes Blondes (1995)
- Un an (1997; magyarul: Egy év, Filum Kiadó, 1998)
- Je m'en vais (1999; magyarul: Elmegyek, Ab Ovo, 2000)
- Jérôme Lindon (2001)
- Au piano (2002)
- Ravel (2006)
- Courir (2008)
- Des éclairs (2010)
- 14 (2012)
- Caprice de la reine (novellák, 2014)
- Envoyée spéciale (2016)
- Vie de Gérard Fulmard (2020)

### Magyarul
- Telekbeépítés; ford. Ertl István; Tekintet, Bp., 1991
- A greenwichi hosszúsági kör; ford. Lackfi János; Ferenczy, Bp., 1996
- Egy év; ford. Pacskovszky Zsolt; Filum, Bp., 1998
- Elmegyek; ford. Szoboszlai Margit; Ab Ovo, Bp., 2000

## Fontosabb díjai
- 1980: Fénéon-díj (Méridien de Greenwich)
- 1983: Médicis-díj (Cherokee)
- 1995: Prix Novembre (Les Grandes Blondes)
- 1996: Louis Barthou-díj (Les Grandes Blondes)
- 1999: Goncourt-díj (Je m'en vais)
- 2006: Grand prix de littérature Paul-Morand
- 2016: Francia Nemzeti Könyvtár Díja
- 2018: Marguerite Yourcenar-díj

## Fordítás
- Ez a szócikk részben vagy egészben  a   Jean Echenoz című angol Wikipédia-szócikk ezen változatának fordításán alapul.  Az eredeti cikk szerkesztőit annak laptörténete sorolja fel. Ez a jelzés csupán a megfogalmazás eredetét és a szerzői jogokat jelzi, nem szolgál a cikkben szereplő információk forrásmegjelöléseként.
- Ez a szócikk részben vagy egészben  a   Jean Echenoz című francia Wikipédia-szócikk ezen változatának fordításán alapul.  Az eredeti cikk szerkesztőit annak laptörténete sorolja fel. Ez a jelzés csupán a megfogalmazás eredetét és a szerzői jogokat jelzi, nem szolgál a cikkben szereplő információk forrásmegjelöléseként.